# Aanslag in Den Haag op 7 december 2024
In de vroege ochtend van 7 december 2024 vond ten gevolge van een aanslag een grote explosie plaats in een galerijflatgebouw aan de Tarwekamp in de Haagse wijk Mariahoeve. De explosie veroorzaakte een brand en leidde tot het instorten van vijf woningen. Hierbij kwamen zes mensen om het leven en raakten vijf personen gewond. De explosie leidde tot een grootschalige noodrespons en een grootschalig onderzoek. Volgens de politie was de aanslag gericht op een bruidsmodezaak op de begane grond.

## Gebeurtenissen

### Brandende auto
Voorafgaand aan de ramp werd de brandweer gealarmeerd door een bewoner aan de Tarwekamp met de melding dat er een witte Range Rover, die op de door hekken afgesloten parkeerplaats achter een flatgebouw op de Tarwekamp geparkeerd stond, in brand stond. Vrijwel direct daarna reed een auto met hoge snelheid weg van de Tarwekamp. De brandende auto bleek van de eigenares van een aan de Tarwekamp gevestigde bruidsmodewinkel te zijn. Zij had de auto te koop aangeboden via advertenties op Marktplaats. Even later volgde er enkele explosies, gevolgd door een vernietigende grote explosie. 

### Explosie
De explosie en de daaropvolgende brand vonden omstreeks 6.15 uur plaats in de wijk Mariahoeve en Marlot, in het stadsdeel Haagse Hout. Omwonenden meldden dat er twee kleine explosies plaatsvonden, gevolgd door een grotere. Daarnaast was er ook geschreeuw, vuur en rook. Vijf maisonnettes en een bruidsmodezaak op de begane grond werden volledig verwoest. Daarnaast moesten de bewoners van 14 naastliggende woningen worden geëvacueerd.

### Hulpdiensten
Direct na aankomst van de eerste twee brandweereenheden werd al snel GRIP 1 (incident met beperkte reikwijdte) afgegeven, en vervolgens opgeschaald naar GRIP 2 en 'zeer grote brand'.
In totaal werden 40 brandweereenheden  en, omdat werd uitgegaan van tien ingestorte woningen met mogelijk 20 slachtoffers, 20 ambulances ingezet. Het gespecialiseerde Urban Search and Rescue-team, dat in 2023 geholpen had bij reddingsacties na de aardbevingen in Turkije en Syrië, werd ingezet om met vier speurhonden naar overlevenden te zoeken. Het team Specialisme Technische Hulpverlening (STH) droeg zorg voor bouwkundige vakkennis en specialistisch materieel.

### Slachtoffers
Vijf mensen werden levend vanonder het puin gehaald. Zes doden werden geborgen, waarvan er drie afkomstig waren uit hetzelfde gezin. Enkel de achtjarige zoon uit het gezin had de ramp ongedeerd overleefd. De bergingsoperatie werd op 9 december afgerond. Bewoners van ontoegankelijke woningen kregen door  woningcorporaties tijdelijk vervangende woonruimte aangeboden.

## Onderzoek
De oorzaak van de explosie werd onderzocht. De politie hield rekening met opzet en onderzocht een voertuig dat de plaats delict na de explosie met hoge snelheid verliet, en de vondst van een jerrycan op de locatie.

## Arrestaties
Op 10 december werden drie mensen gearresteerd wegens mogelijke betrokkenheid bij de explosie. Een vierde verdachte werd op 12 december aangehouden. Alle vier werden onder beperking in bewaring gesteld. Op 13 december werd bekend dat de rechter-commissaris van de rechtbank Den Haag het voorarrest met 14 dagen verlengde. Op 24 december meldde het Arrondissementsparket Den Haag dat het voorarrest met 90 dagen werd verlengd. 
Een van de vier verdachten is de ex-partner van de eigenares van de bruidsmodezaak.

### Verklaringen en verhoren
Uit de verklaringen van de eigenares van de bruidsmodewinkel aan de politie, het onderzoek op de plaats delict en de verhoren van de verdachten, bleek dat de explosie het gevolg was van een conflict in de relationele sfeer, en op eerwraak te berusten en een aanslag was. De opdrachtgever zou de ex-partner van de eigenaresse zijn. Hij had de zaak laten regelen door een ‘makelaar’, die ervoor zorgde dat er twee man de aanslag zouden uitvoeren. Hen was een geldbedrag van vijfhonderd euro per persoon in het vooruitzicht gesteld.

### Eerdere aanhouding
Enkele dagen eerder werd op een parkeerplaats in het Noord-Brabantse Oosterhout door de politie een bestelbus aangetroffen met daarin, naar wat later bleek, de twee laatste verdachten, en een lading die bestond uit jerrycans, zwaar vuurwerk, fakkels en een brandblusser. Beide mannen werden na verhoor door de politie heengezonden, het busje in beslaggenomen en de lading vernietigd.

### Bekentenissen
Alle verdachten legden tijdens de inbewaringstelling bekentenissen af over hun rol in de gebeurtenis van 7 december 2024.
Hierop werd door het Openbaar Ministerie de inbewaringstelling onder beperking op 24 januari 2025 opgeheven. Tot aan de uitspraak van de rechter blijven zij in bewaring. Op 14 maart 2025 vond de eerste pro-formazitting plaats.

### Eerste pro-formazitting
De pers mocht voorafgaand aan de eerste pro-formazitting het strafdossier inzien, waarna zeer privacygevoelige informatie, alsmede foto's uit dit dossier werden gelekt, en de slachtoffers en nabestaanden uit de media deze informatie reeds konden vernemen. Naar het lekken is een onderzoek ingesteld.
Bij de zitting waren drie van de vier verdachten aanwezig, die allen hun spijt betuigden en verklaarden dat zij niet de gevolgen van de aanslag hadden voorzien. De drie wordt door het Openbaar Ministerie onder meer moord/doodslag en de vierde poging tot moord/doodslag ten laste gelegd. De inbewaringstelling wordt verlengd tot aan de volgende pro-formazitting op 26 mei 2025. De laatste pro-formazitting zal plaatsvinden in augustus 2025. Het onderzoek door het NFI is tot op heden nog niet afgerond.

## Onderzoeksraad voor Veiligheid
Op 8 december startte de Onderzoeksraad voor Veiligheid een verkennend onderzoek. Nadat bekend werd dat het hier om een aanslag ging, concludeerde de raad op 22 januari 2025, geen bijdrage te kunnen leveren aan het onderzoek naar de explosie, aangezien een aanslag buiten het mandaat van de raad valt.

## Reacties
Premier Dick Schoof gaf een verklaring uit waarin hij zijn schok over de ramp uitsprak en zijn medeleven betuigde aan de slachtoffers en de hulpverleners.
Burgemeester Jan van Zanen van Den Haag stelde dat de kans op het vinden van nog meer overlevenden minimaal was na de eerste reddingspogingen, en vertelde de gemeenschap dat ze voorbereid moest zijn op het "zwartste scenario".
Politiechef Janny Knol erkende de impact van het incident op het sentiment in de gemeenschap, en noemde daarbij "ongeloof en onzekerheid".
Koning Willem-Alexander en koningin Máxima betoonden hun medeleven aan de slachtoffers van de ramp. Ook bezochten zij de rampplek in de ochtend van 9 december.

## Verdere afwikkeling
De delen van het gebouw die zodanig beschadigd waren, dat verdere bewoning ervan niet verantwoord was, werden gesloopt. Daardoor bleven uiteindelijk twee gescheiden woonblokken over.